# Taking the Long Way
Taking the Long Way là album phòng thu thứ bảy của Dixie Chicks, một ban nhạc đồng quê của Mỹ. Album được phát hành ngày 23 tháng 5 năm 2006 ở Hoa Kỳ và 12 tháng 6 năm 2006 trên toàn cầu. Album đã ngay lập tức đạt #1 BXH Billboard 200. Nó đã bán được hơn 2.5 triệu bản tại Hoa Kỳ và được RIAA chứng nhận bạch kim đến hai lần vào 11 tháng 7 năm 2007. Album đã thắng 5 Giải Grammy trong đó gồm các giải quan trọng như Album của năm, Thu âm của năm và Bài hát của năm vào tháng 2 năm 2007.

## Danh sách ca khúc
Tất cả các nhạc phẩm đều được sáng tác bởi Martie Maguire, Natalie Maines, Emily Robison và Dan Wilson, ngoại trừ có một số chỗ chú thích.
1. "The Long Way Around" – 4:33
2. "Easy Silence" – 4:02
3. "Not Ready to Make Nice" – 3:58
4. "Everybody Knows" (Gary Louris, Maguire, Maines, Robison) – 4:18
5. "Bitter End" (Louris, Maguire, Maines, Robison) – 4:38
6. "Lullaby" – 5:51
7. "Lubbock or Leave It" (Mike Campbell, Maguire, Maines, Robison) – 3:54
8. "Silent House" (Neil Finn, Maguire, Maines, Robison) – 5:23
9. "Favorite Year" (Sheryl Crow, Maguire, Maines) – 4:29
10. "Voice Inside My Head" (Maguire, Maines, Linda Perry, Robison, Wilson) – 5:52
11. "I Like It" (Louris, Maguire, Maines, Robison) – 4:34
12. "Baby Hold On" (Louris, Maguire, Maines, Robison, Pete Yorn) – 5:04
13. "So Hard" – 4:29
14. "I Hope" (Maguire, Maines, Kevin Moore, Robison) – 5:25

### Bonus tracks
- "Live Wire" (Available with iTunes pre-order) – 3:57
- "Thin Line" (Available as Best Buy exclusive) – 4:52

### Các bài hát không phát hành
- "Baby Love" (Maguire, Maines, Robison, Yorn)
- "Come Cryin' To Me" (Louris, Maguire, Maines, Robison)
- "Flowers" (Maguire, Maines, Perry)
- "Whatever It Takes" (Louris, Maguire, Maines, Robison)

## Đĩa đơn
- "I Hope" - chỉ phát hành định dạng kỹ thuật số
- "Not Ready To Make Nice"
- "Everybody Knows"
- "The Long Way Around"
- "Voice Inside My Head" - đĩa đơn khuyến mại

## Chứng nhận/ Doanh số
| Khu vực  | Chứng nhận (thresholds) | Doanh số  |
| -------- | ----------------------- | --------- |
| Hoa Kỳ   | 2x Bạch kim             | 2,500,000 |
| Canada   | 4x Bạch kim             | 400,000   |
| Úc       | 2x Bạch kim             | 140,000   |
| Anh Quốc | Vàng                    | 100,000   |
| Toàn cầu |                         | 4,500,000 |

## Xếp hạng

### Album
| Xếp hạng (2006)                         | Vị trí cao nhất | Chứng nhận  | Doanh sỗ   |
| --------------------------------------- | --------------- | ----------- | ---------- |
| Úc ARIA Top 50 Albums                   | 2               | 2x Bạch kim | 140,000+   |
| Úc ARIA Top 50 Country Albums           | 1               | 2x Bạch kim | 140,000+   |
| Austrian Album Charts                   | 7               |             |            |
| Canadian Albums Chart                   | 1               |             |            |
| Danish Albums Charts                    | 13              |             |            |
| Dutch Albums Charts                     | 41              |             |            |
| Finland Top 40 Albums                   | 12              |             |            |
| Đức Media Control Top 100 Albums        | 5               |             |            |
| Irish Albums Chart Top 75               | 7               | Bạch kim    | 15,000+    |
| New Zealand RIANZ Top 40 Albums         | 5               |             |            |
| Norwegian Album Charts                  | 6               |             |            |
| Swedish Album Charts                    | 1               |             |            |
| Swiss Album Charts                      | 6               |             |            |
| UK OCC Top 75 Albums                    | 10              | Vàng        | 100,000    |
| U.S. Billboard 200                      | 1               | 2x Bạch kim | 2,500,000+ |
| U.S. Billboard Top Country Albums       | 1               | 2x Bạch kim | 2,500,000+ |
| U.S. Billboard Top Digital Albums       | 1               | 2x Bạch kim | 2,500,000+ |
| U.S. Billboard Top Comprehensive Albums | 1               | 2x Bạch kim | 2,500,000+ |